# Campionati mondiali di bob 1997
I Campionati mondiali di bob 1997, quarantasettesima edizione della manifestazione organizzata dalla Federazione Internazionale di Bob e Skeleton, si sono disputati a Sankt Moritz, in Svizzera, per le sole gare maschili, sulla pista Olympia Bobrun St. Moritz–Celerina, il tracciato naturale sul quale si svolsero le competizioni del bob e delle skeleton ai Giochi di Sankt Moritz 1928 e di Sankt Moritz 1948 e le rassegne iridate maschili del 1931, del 1935, del 1937 (limitatamente al bob a quattro), del 1938 e del 1939 (solo bob a due), del 1947, del 1955, del 1957, del 1959, del 1965, del 1970, del 1974, del 1977, del 1982, del 1987 e del 1990 per entrambe le specialità maschili. La località elvetica ha ospitato quindi le competizioni iridate per la quindicesima volta nel bob a quattro e per la quattordicesima nel bob a due uomini.
L'edizione ha visto prevalere la Germania che si aggiudicò due medaglie, una d'oro e una d'argento, sulle sei disponibili, di misura sulla Svizzera, vincitrice di un oro. I titoli sono stati infatti vinti nel bob a due uomini dagli elvetici Reto Götschi e Guido Acklin e nel bob a quattro dai tedeschi Wolfgang Hoppe, Sven Rühr, René Hannemann e Carsten Embach.

## Risultati

### Bob a due uomini
La gara si è svolta nell'arco di quattro manches ed hanno preso parte alla competizione 29 compagini in rappresentanza di 16 differenti nazioni. Campioni in carica erano i tedeschi Christoph Langen e Markus Zimmermann, non presenti alla competizione, e il titolo è stato pertanto conquistato dagli svizzeri Reto Götschi e Guido Acklin, entrambi già bronzo a Calgary nel 1996, davanti agli italiani Günther Huber e Antonio Tartaglia i quali riportarono l'Italia su un podio iridato nel bob a due a distanza di 22 anni dall'ultima medaglia azzurra, quando Giorgio Alverà e Franco Perruquet vinsero l'oro nell'edizione casalinga di Cervinia 1975. Al terzo posto si sono infine piazzati gli statunitensi Brian Shimer e Robert Olesen, a trent'anni esatti dall'ultima medaglia a stelle e strisce nella specialità, il bronzo vinto nel 1967 all'Alpe d'Huez dalla coppia Clifton/Crall.
| Pos. | Atleti                          | Nazione        |
| ---- | ------------------------------- | -------------- |
|      | Reto Götschi Guido Acklin       | Svizzera I     |
|      | Günther Huber Antonio Tartaglia | Italia I       |
|      | Brian Shimer Robert Olesen      | Stati Uniti I  |
| 4    | Pierre Lueders Dave MacEachern  | Canada I       |
| 5    | Sepp Dostthaler Thomas Platzer  | Germania I     |
| 6    | Chris Lori Sheridon Baptiste    | Canada II      |
| 7    | Sandis Prūsis Adris Plūksna     | Lettonia I     |
| 8    | Sean Olsson Dean Ward           | Regno Unito I  |
| 9    | Matthias Benesch Lars Bolte     | Germania II    |
| 10   | Jim Herberich Garrett Hines     | Stati Uniti II |

### Bob a quattro
La gara si è svolta nell'arco di quattro manches ed hanno preso parte alla competizione 22 compagini in rappresentanza di 13 differenti nazioni. Campione mondiale in carica era l'equipaggio tedesco composto da Christoph Langen, Markus Zimmermann, Sven Rühr e Olaf Hampel, di cui solo Rühr era presente alla competizione facendo parte proprio del quartetto che si aggiudicò il titolo, formato dai connazionali Wolfgang Hoppe, lo stesso Rühr, René Hannemann e Carsten Embach, con Hoppe al suo terzo titolo dopo quelli vinti ad Altenberg 1991 e a Winterberg 1995 e tutti gli altri alla loro seconda affermazione iridata nella specialità. Al secondo posto si è classificata l'altra formazione tedesca composta da Dirk Wiese, Christoph Bartsch, Thorsten Voss e Michael Liekmeier, con Voss a migliorare i due bronzi ottenuti nelle due precedenti edizioni del 1995 e del 1996, davanti a quella statunitense costituita da Brian Shimer, Chip Minton, Randy Jones e Robert Olesen, seconda medaglia di bronzo per Shimer e Jones dopo quella vinta a Igls 1993.
| Pos. | Atleti                                                            | Nazione       |
| ---- | ----------------------------------------------------------------- | ------------- |
|      | Wolfgang Hoppe Sven Rühr René Hannemann Carsten Embach            | Germania I    |
|      | Dirk Wiese Christoph Bartsch Thorsten Voss Michael Liekmeier      | Germania II   |
|      | Brian Shimer Chip Minton Randy Jones Robert Olesen                | Stati Uniti I |
| 4    | Sean Olsson Dean Ward Courtney Rumbolt Lenny Paul                 | Regno Unito I |
| 5    | Bruno Mingeon Emmanuel Hostache Éric Le Chanony Max Robert        | Francia I     |
| 6    | Hubert Schösser Gerd Habermüller Erwin Arnold Martin Schützenauer | Austria I     |
| 7    | Pierre Lueders Dave MacEachern Matt Hindle Ben Hindle             | Canada I      |
| 8    | Hannes Conti Kurt Gstrein Christian Eberl Georg Kuttner           | Austria II    |
| 9    | Chris Lori Steve Wiseman Ricardo Greenidge Ian Danney             | Canada II     |
| 10   | Sandis Prūsis Jānis Elsiņš Adris Plūksna Albert Baturin           | Lettonia I    |

## Medagliere
| Posizione | Nazione     | Oro | Argento | Bronzo | Totale |
| --------- | ----------- | --- | ------- | ------ | ------ |
| 1         | Germania    | 1   | 1       | 0      | 2      |
| 2         | Svizzera    | 1   | 0       | 0      | 1      |
| 3         | Italia      | 0   | 1       | 0      | 1      |
| 4         | Stati Uniti | 0   | 0       | 2      | 2      |
| Totale    | Totale      | 2   | 2       | 2      | 6      |